# Элфорд, Вик
Вик Э́лфорд (англ. Vic Elford; 10 июня 1935, Пекем, Лондон — 13 марта 2022) — британский автогонщик, победитель Targa Florio 1968, чемпион Европы по ралли (1967, класс G3), двукратный победитель 1000 километров Нюрбургринга (1968, 1970), пилот Формулы-1 (1968—1969, 1971). Имел прозвище «Быстрый Вик» (англ. "Quick Vic").

## Биография

### Ранние годы
Вик Элфорд родился 10 июня 1935 в Пекеме, районе Лондона. В 1960 он был штурманом Дэвида Сигл-Морриса, выступавшего на Austin-Healey 3000, в ралли Льеж-Рим-Льеж и Ралли Великобритания. Обе гонки входили в Чемпионат Европы по ралли (ERC), и в 1961 Элфорд также был штурманом Сигл-Морриса.

### Успехи в ERC (1963—1967)
В 1963 Вик Элфорд стал выступать в ERC как пилот за рулём Triumph. В 1964 он продолжил выступления за рулём Ford Cortina GT и занял третье место в Ралли Великобритании, не входившем в ERC. В 1966 Элфорд занял второе место в "Tulpenrallye" в Нидерландах и дебютировал за Porsche во внезачётном Ралли Корсики, придя третьим.
В 1967 Вик Элфорд стал чемпионом ERC в группе G3. За рулём Porsche 911 S он провёл все гонки, кроме Rallye dei Fiori в Сан-Ремо (Италия). В нём Элфорд выступал на Lancia Fulvia HF и занял 5 место. Сезон он начал с 3 места в Ралли Монте-Карло, а после итальянского этапа Чемпионата одержал три победы подряд. В финальной гонке сезона, Tour de Corse, Элфорд пришёл третьим. Кроме того, в 1967 Вик Элфорд дебютировал в Targa Florio, где занял 3 место.

### Выступления в Формуле-1 и победы в гонках спорткаров (1968—1971)
В 1968 Вик Элфорд выиграл Ралли Монте-Карло. В этом же году он одержал ряд побед в гонках спорткаров: Элфорд выиграл Targa Florio, 24 часа Дайтоны и 1000 километров Нюрбургринга. Кроме того, Вик провёл свой первый сезон в Формуле-1 за команду Cooper. В дебютном Гран-при Франции он занял 4 место. Также Элфорд набрал очки в Канаде (5 место). Однако после окончания сезона 1968 Формулы-1 команда Cooper прекратила своё существование.
В 1969 Вик Элфорд занял второе место в Targa Florio. В сезоне 1969 Формулы-1 он выступал за частную команду Colin Crabbe-Antique Automobiles за рулём Cooper и McLaren. Пилот дважды подряд набрал очки в Гран-при Франции и Великобритании. В Гран-при Германии Элфорд стартовал с 6 места, но в гонке его автомобиль получил удар в колесо от машины Марио Андретти и врезался в деревья. Вик Элфорд получил переломы руки и ключицы.
Элфорд вернулся в автоспорт в 1970, выиграв 1000 километров Нюрбургринга с Куртом Аренсом. Он продолжил выступать в Ле-Мане и Targa Florio, а в 1971 провёл свою последнюю гонку в Формуле-1 — Гран-при Германии. В этом же году Вик Элфорд выиграл 12 часов Себринга за рулём Porsche 917 K, стал трёхкратным победителем 1000 километров Нюрбургринга и занял 4 место в ралли Tour de France.

### После Формулы-1
В гонке 24 часов Ле-Мана 1972 Вик Элфорд увидел, что пилот Ferrari попал в аварию и его машина загорелась. Элфорд остановился, чтобы вытащить гонщика из машины. Это зафиксировали объективы телекамер, и Президент Франции Жорж Помпиду наградил Элфорда Орденом «За заслуги».
В 1973 Вик Элфорд добился своего лучшего результата в Ле-Мане, заняв шестое место. Элфорд выступал в серии Can-Am, а также выиграл гонку серии Trans-Am в Уоткинс-Глене за рулём Chevrolet Camaro. В 1974 Вик Элфорд завершил карьеру в автоспорте. Однако в 1982 и 1983 он выступал в отдельных гонках ERC. Элфорд принял участие в гонке 24 часов Ле-Мана 1983.
Сейчас Вик Элфорд живёт во Флориде. В 2015 он получил Премию Фила Хилла от Road Racing Drivers Club. Бобби Рэйхол, президент клуба, вручил Элфорду эту награду.

## Результаты выступлений в автоспорте

### Формула-1

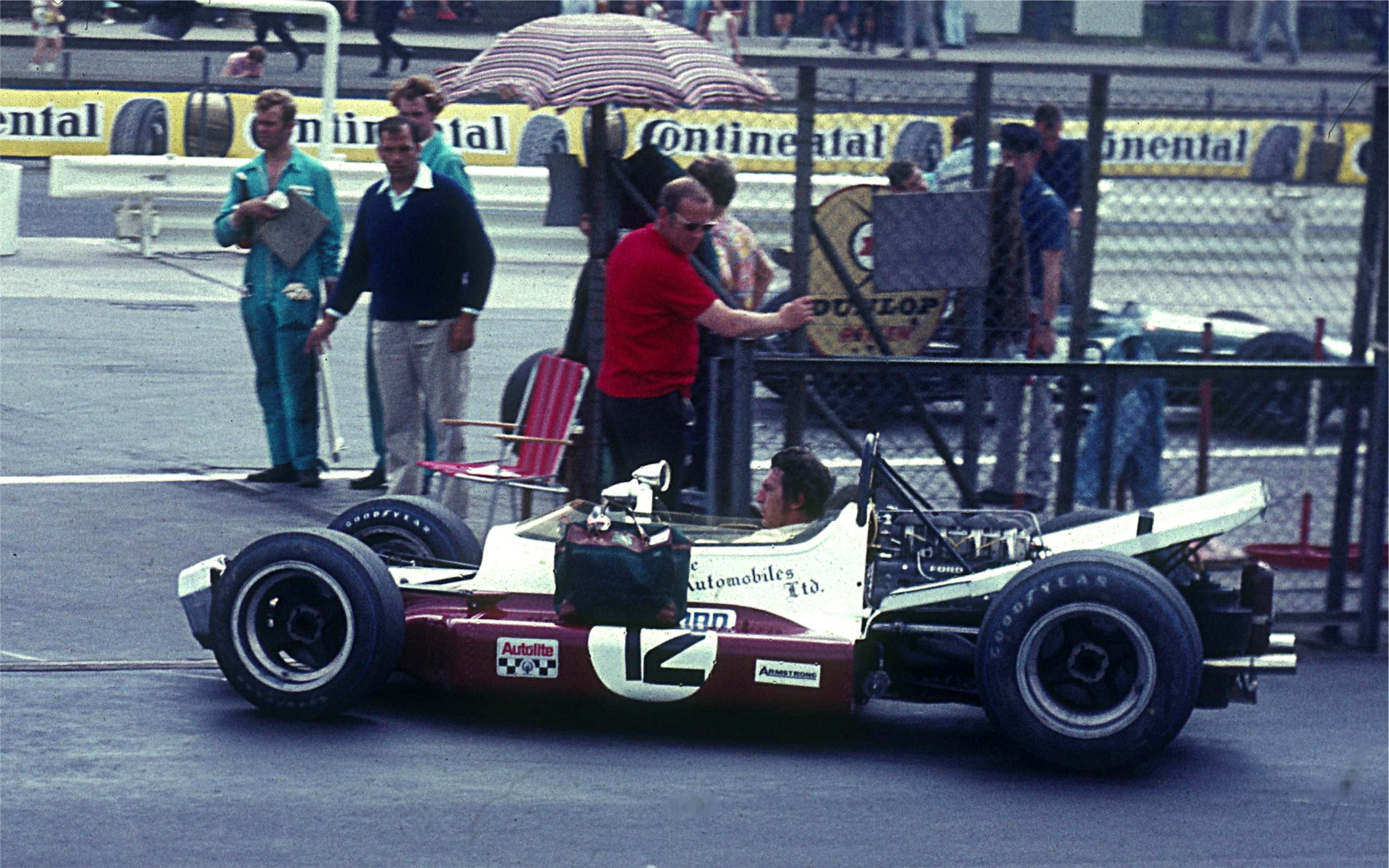
Вик в кокпите McLaren M7B, Гран-при Германии 1969 года

| Год  | Команда                         | Шасси       | Двигатель   | 1   | 2   | 3     | 4      | 5     | 6     | 7        | 8        | 9        | 10    | 11       | 12    | Место | Очки |
| ---- | ------------------------------- | ----------- | ----------- | --- | --- | ----- | ------ | ----- | ----- | -------- | -------- | -------- | ----- | -------- | ----- | ----- | ---- |
| 1968 | Cooper Car Company              | Cooper T86B | BRM         | ЮАР | ИСП | МОН   | БЕЛ    | НИД   | ФРА 4 | ВЕЛ Сход | ГЕР Сход | ИТА Сход | КАН 5 | США Сход | МЕК 8 | 18    | 5    |
| 1969 | Antique Automobiles Racing Team | Cooper T86B | Maserati    | ЮАР | ИСП | МОН 7 |        |       |       |          |          |          |       |          |       | 14    | 3    |
| 1969 | Antique Automobiles Racing Team | McLaren M7B | Ford        |     |     |       | НИД 10 | ФРА 5 | ВЕЛ 6 | ГЕР Сход | ИТА      | КАН      | США   | МЕК      |       | 14    | 3    |
| 1971 | Yardley Team BRM                | BRM P160    | BRM 3,0 V12 | ЮАР | ИСП | МОН   | НИД    | ФРА   | ВЕЛ   | ГЕР 11   | АВТ      | ИТА      | КАН   | США      |       | -     | 0    |